# Wojciech Majchrzak (aktor)
Wojciech Majchrzak (ur. 30 maja 1969 w Gostyniu) – polski aktor filmowy i teatralny.

## Życiorys
W 1993 ukończył studia na Wydziale Aktorskim we Wrocławiu (filia zamiejscowa krakowskiej PWST).
Jako aktor teatralny debiutował rolą Hajmona w spektaklu Antygona w Teatrze Powszechnym w Łodzi, z którym był związany do 1995. W sezonie 1995/96 również z Teatrem Nowym w Łodzi. Współpracował z Powszechnym im. Jana Kochanowskiego w Radomiu oraz warszawskimi: Adekwatnym, Ochoty, Komedia, Capitol.
W latach 2003–2006 grał Leszka Nowaka w serialu TVN Na Wspólnej. W 2007 uczestniczył w piątej edycji programu rozrywkowego TVN Taniec z gwiazdami. W latach 2010–2014 grał w serialu wojennym Czas honoru, wcielając się w Tomasza Krawicza ps. Krawiec, dowódcę cichociemnych.

## Życie prywatne
W 1997 poślubił aktorkę Olgę Borys. Mają córkę Mirę (ur. 2006).

## Filmografia
- 2017: Komisarz Alex jako Zbigniew Konieczny (odc. 128)
- 2014: Prawo Agaty jako Grzegorz Wieloch (odc. 64)
- 2014: Komisarz Alex jako Wojciech Jurczak (odc. 54)
- 2012: Misja Afganistan jako Zyber, były dowódca II plutonu
- 2012–2020: M jak miłość jako Grzegorz Chodakowski, ojciec Marcina
  - 2002: jako ochroniarz Marty w szpitalu (odc. 57-58)
- 2011: Plebania jako Naczelny
- 2011: Na dobre i na złe jako Roman Pałka Nowe otwarcie (odc. 450)
- 2010, 2014: Ojciec Mateusz jako:
  - Tadeusz Jaskot, Sprawa świętego Mikołaja (odc. 38)
  - Marek Lewandowski, ojciec Adriana (odc. 155)
- 2008, 2010–2012, 2014: Czas honoru jako:
  - kapitan NLOW Zubrzycki (sezon I)
  - kapitan ZWZ/AK/DSZ Tomasz Krawicz ps. Krawiec (sezony III-V, VII)
- 2008: Tylko miłość jako inspektor Sobecki, policjant prowadzący dochodzenie w sprawie usiłowania zabójstwa Rafała Roznera i postrzelenia Sylwii Sztern
- 2006: Z miłości reż. Leszek Wosiewicz jako dyrektor filharmonii
- 2006: Fala zbrodni (odc. 84: Na wschodzie bez zmian) jako dr Adam Praczyk
- 2006–2007, 2010: Pierwsza miłość jako Bogusław Rudny, skorumpowany policjant współpracujący z bandytami
- 2003–2006, 2009, 2016: Na Wspólnej jako Leszek Nowak
- 2002: Lokatorzy (odc. 83: Szansa na rodzinę) jako Seweryn Milewski
- 2001: Marszałek Piłsudski (serial TV, reż. Andrzej Trzos-Rastawiecki) jako uczestnik koncertu informujący o podpisaniu traktatu pokojowego z Rosją
- 2001: Przeprowadzki (odc. 9: Sejf 1 pułku szwoleżerów, odc. 10: Szafa brygadiera Abramka) jako Wacław Szczygieł, syn Róży i Czesława
- 2000: Enduro bojz (film TV, reż. Piotr Starzak) jako policjant
- 1999: Ostatnia misja jako policjant w hotelowej recepcji
- 1998: Disneyland (Teatr Telewizji, reż. Filip Zylber) jako Artur
- 1997: Klan jako Stanisław Walczak z Radomia, zwycięzca konkursu audio-tele
- 1994: Jest jak jest jako poborowy

## Polski dubbing
- Pokémon –
  - Joe (odc. 9),
  - jeden z kolegów Damiana (odc. 11),
  - Bill (odc. 13),
  - Gastly (odc. 20),
  - Majster (odc. 31),
  - Dario (odc. 33),
  - Rainer (odc. 40),
  - burmistrz (odc. 41),
  - restaurator (odc. 42),
  - Melvin (odc. 43),
  - Fiorello Cappucino (odc. 52),
  - Blaine (odc. 58–59),
  - Victor (odc. 69),
  - Pete Pebbleman (odc. 78),
  - Tracey Sketchit (odc. 86–118),
  - Jeeves (odc. 124, 175),
  - sędzia (odc. 131),
  - Cyrus (odc. 135),
  - Fernando (odc. 146),
  - Wiseman (odc. 154),
  - dziadek Malachiego (odc. 164),
  - Andreas (odc. 168),
  - Pan Evans (odc. 177),
  - Ephraim (odc. 178),
  - sprzedawca w stroju clowna (odc. 181),
  - sędzia (odc. 182),
  - Rory (odc. 188),
  - ojciec Tamacu (odc. 198),
  - ojciec Mackenzie (odc. 201),
  - Brad van Darn (odc. 202),
  - Profesor Elm (odc. 210),
  - Profesor Sebastian (odc. 235–236)
- Yu-Gi-Oh! – Shadi: Strażnik Milenijnych przedmiotów (odc. 40)
- Gwary w Ostatni władca wiatru, Zakochany wilczek, Kung Fu Panda: Święta, święta i Po